# Бекназарова Алла Олександрівна
Алла Олександрівна Бекназарова (нар.. 28 серпня 1984, Одеса, УРСР, СРСР) — українська фігуристка, що виступала в танцях на льоду в парі з Володимиром Зуєвим.
Дворазова чемпіонка України, бронзова призерка зимової Універсіади 2009 року, учасниця чемпіонатів світу та Європи, неодноразова переможниця і призерка інших міжнародних змагань із фігурного катання.

## Кар'єра
Алла Бекназарова почала кататися на ковзанах у віці 5 років. Пара з Володимиром Зуєвим утворилася у 2005 році. До цього Алла виступала на юніорських турнірах з Юрієм Кочерженком, а ще раніше з Сергієм Вербиллом, який зі своєю партнеркою Ганною Задорожнюк став основним конкурентом Бекназарової / Зуєва в національній збірній України. З Юрієм Кочерженком Алла виступала на міжнародній арені і посіли 4-те місце на зимовій Універсіаді в 2003 році.
У 2005 році Кочерженко вирішив закінчити спортивну кар'єру і переїхав до США. Тому Алла стала в пару з Володимиром Зуєвим. На своєму першому спільному чемпіонаті України 2006 року пара зайняла 4-те місце. Однак після Олімпіади в Турині завершили кар'єру два провідних танцювальних дуети української збірної — Олена Грушина / Руслан Гончаров та Юлія Головіна / Олег Войко, тому дует потрапив на чемпіонат світу. Там вони виступили невдало і зайняли 24-те місце. Цей чемпіонат світу став єдиним у їхній кар'єрі. Незважаючи на наступні дві золоті медалі національних чемпіонатів (2007 і 2008 роки), Алла та Сергій на чемпіонатах Європи показували результати гірші, ніж Задорожнюк / Вербилло, яких обігрували на внутрішній арені.
Тренувалася пара в Харкові, куди Алла переїхала з Одеси заради тренувань у Галини Чурилової. У 2008 році до їхньої підготовки підключилися Наталія Лінічук і Геннадій Карпоносов. Під їх керівництвом пара домоглася свого найбільшого успіху — третє місце на зимовій Універсіаді-2009 в Харбіні..
Після невдалого олімпійського сезону 2009—2010, Володимир Зуєв, якого давно мучила травмована нога, вирішив завершити любительську кар'єру. Алла Бекназарова стала в пару зі своїм колишнім партнером, а після суперником, Сергієм Вербилло. Але нова пара проіснувала лише тиждень, адже, за словами Алли її створення не підтримала українська федерація фігурного катання через фінансові проблеми. Сергій залишився в Москві, а Алла повернулася до рідної Одеси .
З 2013 року Алла працює тренером у школі фігурного катання на ковзанці «Крижинка» в місті Одеса.

## Спортивні досягнення
(із Віктором Зуєвим)
| Змагання               | 2004-05 | 2005-06 | 2006-07 | 2007-08 | 2008-09 | 2009-10 |
| ---------------------- | ------- | ------- | ------- | ------- | ------- | ------- |
| Чемпіонати світу       |         | 24      |         |         |         |         |
| Чемпіонати Європи      |         |         | 13      | 14      | 13      | 11      |
| Чемпіонати України     | 3       | 4       | 1       | 1       | 2       | 2       |
| NHK Trophy             |         |         |         | 9       |         |         |
| Cup of Russia          |         |         | 10      |         |         |         |
| Золотий коник Загреба  |         | 1       | 2       | 1       | 1       |         |
| Finlandia Trophy       |         |         |         |         |         | 3       |
| Меморіал Карла Шефера  |         | 13      |         |         |         |         |
| Nebelhorn Trophy       |         |         |         | 3       |         |         |
| Меморіал Ондрея Непелы |         | 1       |         |         |         |         |
| Зимові Універсіади     |         |         |         |         | 3       |         |

(з Юрієм Кочерженко)
| Змагання                         | 2000-01 | 2001-02 | 2002-03 | 2003-04 |
| -------------------------------- | ------- | ------- | ------- | ------- |
| Чемпіонати світу                 |         | 25      |         |         |
| Чемпіонати світу серед юніорів   |         |         |         | 12      |
| Чемпіонати України               | 1       | 3       | 3       | 4       |
| Чемпіонати України серед юніорів |         |         | 2       |         |
| Зимові Універсіади               |         |         | 4       |         |